# 火船

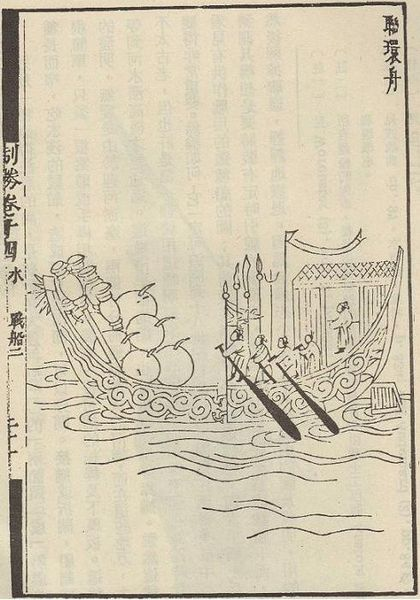
聯環舟的前半舟附有引信，放置目的地之後，後半舟可分離回港。與火船有類似的用途。

火船是指在船上放置易燃物如硫磺、瀝青、石油、火藥等，使其引火後衝入敵軍艦隊的船隻，用於製造恐慌，也能用於使港口船隻著火。
歷史上著名的火船战役有赤壁之战，以及英軍大敗無敵艦隊。